# Livio Risso
Livio Risso (Bordighera, 19 settembre 1919 – ...) è stato un calciatore italiano, di ruolo centrocampista.

## Carriera
Ala, giocò in Serie A con la Lazio.

## Palmarès
- Campionato romano di guerra: 1

Lazio: 1943-1944